# 保罗·图梅尔
保罗·图梅尔（Paul Thümmel，1902年1月15日—1945年4月20日），代号“A-54号特工”（Agent A-54），是一位曾在二战期间为捷克斯洛伐克进行谍报活动的双重间谍。他在德国国防军军情部门阿勃維爾中身居高位，也是一位功勋卓著的纳粹党党员。
自1937年起，图梅尔开始通过捷克地下抵抗组织向捷克斯洛伐克（以及后来的位于伦敦的捷克斯洛伐克流亡政府）传送情报。1945年4月，他在特雷齐恩施塔特犹太人隔离区里的小要塞（Kleine Festung/ Malá pevnost/ Small Fortress）被党卫队杀害。